# Maria Salomea Schweppenhäuser

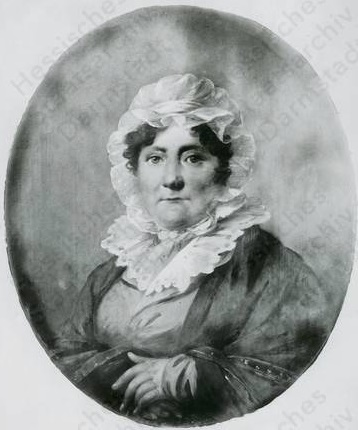
Maria Salomea Schweppenhäuser, gemalt von Alexander Molinari, 1806

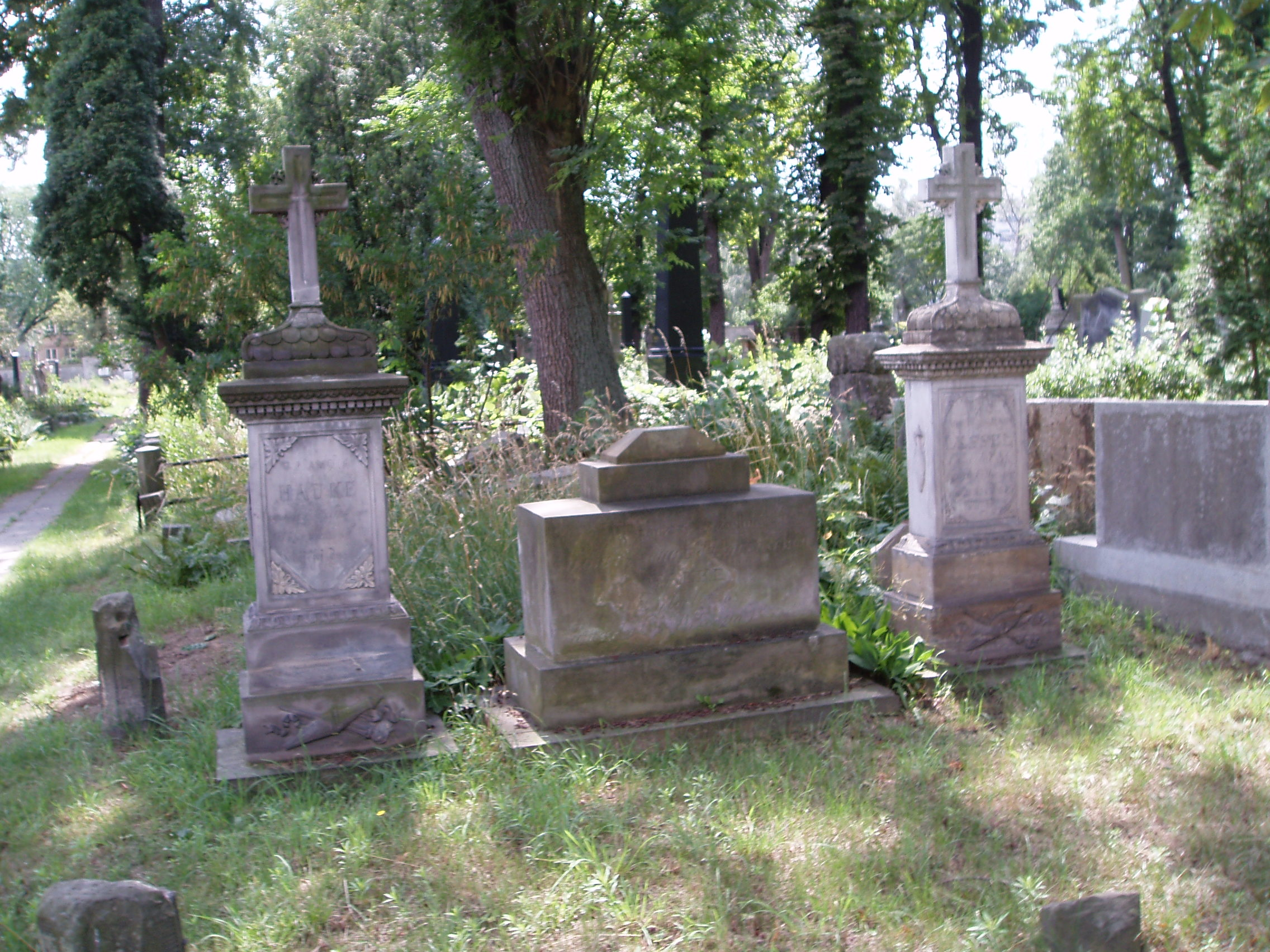
Das Grab der Maria Salomea Hauke, geb. Schweppenhäuser und ihrer Töchter Christina Hurtig und Caroline Lessel (Evang. Friedhof, Warschau)

Maria Salomea Schweppenhäuser (* 29. November 1755 in Rechtenbach, Pfalz; † 5. September 1833 in Warschau, Polen) war eine Kammerzofe am Hof von Bad Bergzabern und Darmstadt. Sie wurde als Frau des Friedrich Hauke (1737–1810) zur Vorfahrin des 1851 für die Nachkommen des Prinzen Alexander von Hessen-Darmstadt und seiner Frau Julia Therese von Hauke wieder eingerichteten Adelsgeschlechts der Battenberg.

## Leben
Maria Salomea Schweppenhäuser war die Tochter des evangelischen Pfarrers Heinrich Wilhelm Schweppenhäuser (1718–1760) und dessen Ehefrau Charlotte Philippine, geb. Westermann. Ihr Vater war bis zu seinem Tod Pfarrer in Sessenheim und Amtsvorgänger von Johann Jakob Brion, mit dessen Tochter Friederike Brion sie befreundet war. Maria Salomea wurde Kammerzofe am Hof von Bergzabern, dem Witwensitz der Pfalzgräfin und Herzogin von Pfalz-Zweibrücken Karoline. Sie wurde später von Karolines Tochter Prinzessin Henriette Karoline, der Gemahlin des Erbprinzen Ludwig von Hessen-Darmstadt, am Hof von Darmstadt angestellt.
Maria Salomea heiratete 1773 Friedrich Hauke, Sekretär des Grafen von Brühl. Dieser Graf wurde 1782 dann nach Warschau gerufen, Friedrich Hauke wurde Steuereinnehmer in Polen. Friedrich und Maria Salomeas Sohn Hans Moritz Hauke war ab 1816 General russischer Truppen in Polen und wurde 1829 als Graf Hauke in den erblichen Adelsstand erhoben. Er wurde 1830 während des polnischen Aufstandes ermordet, und seine Kinder gelangten mit der Großmutter an den Hof des russischen Zaren in St. Petersburg. Seine Tochter Julia Hauke heiratete 1851 zu Breslau in damals als morganatisch betrachteter Ehe den Prinzen Alexander von Hessen. Danach ernannte der Großherzog von Hessen, der Bruder Alexanders, seine Schwägerin zur Gräfin von Battenberg, nach einem ausgestorbenen hessischen Geschlecht.
Maria Salomea zählt somit zu den Vorfahren des heutigen britischen Königshauses, des Hauses Mountbatten-Windsor, ebenso der spanischen Königsfamilie. Eine Gedenktafel am ehemaligen Pfarrhaus in Oberotterbach erinnert an die Verbindung des Dorfes mit diesem Königshaus. Das Pfarrhaus war 1732 unter Johann Schweppenhäuser, dem Vater des Heinrich Wilhelm Schweppenhäuser, erbaut worden.

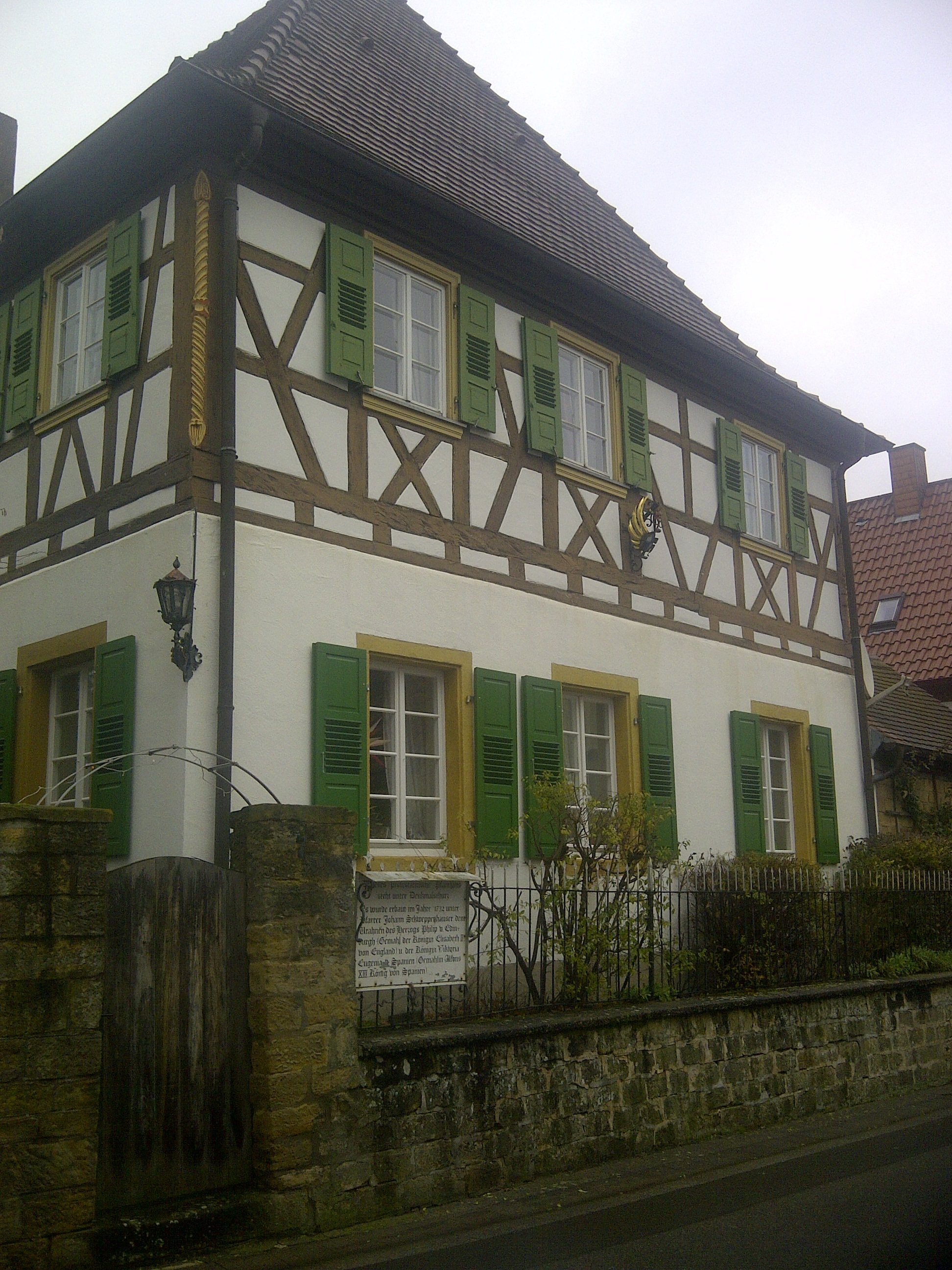
Ehemaliges evangelisches Pfarrhaus in Oberotterbach, erbaut 1732
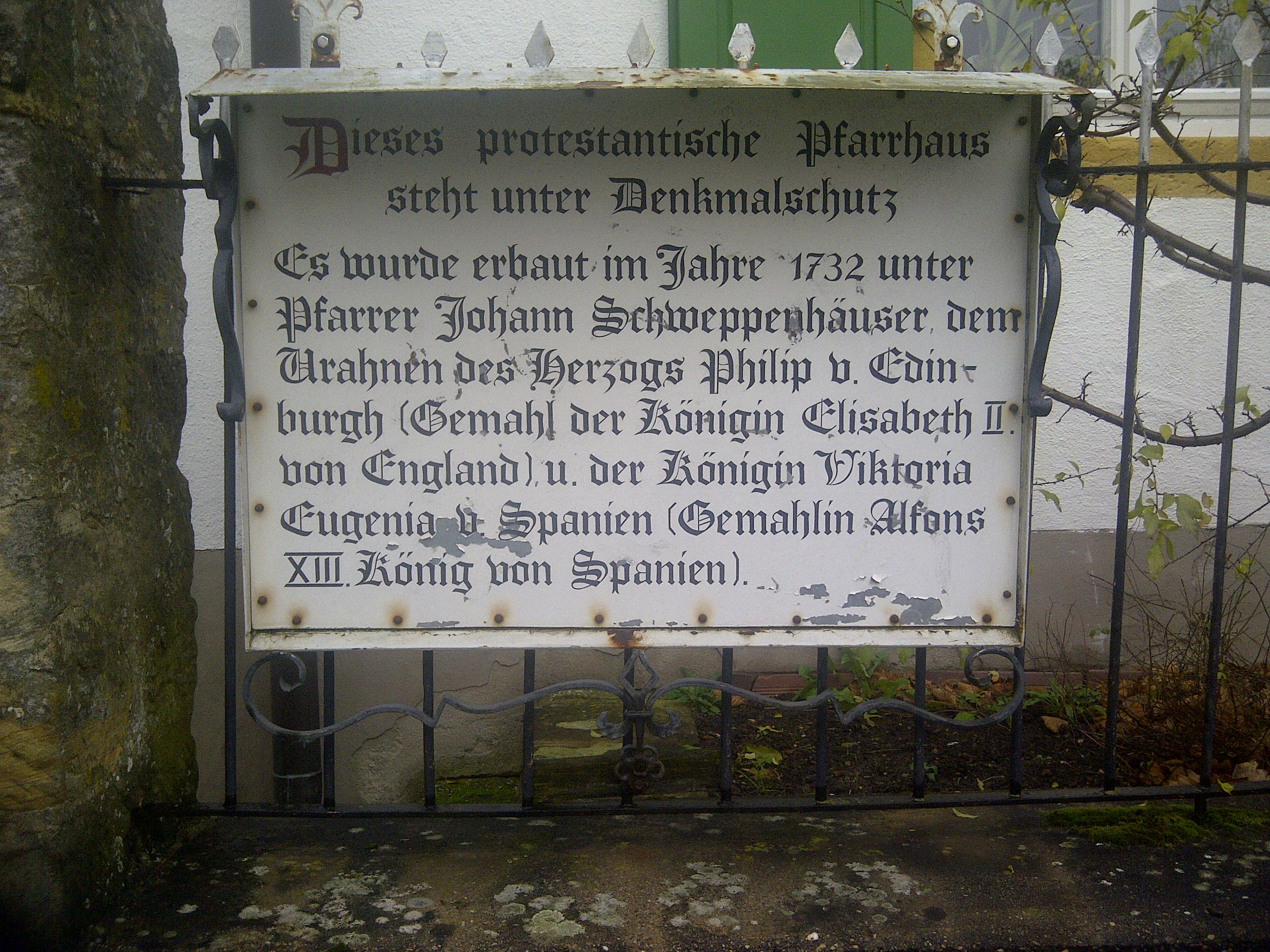
Gedenktafel an Pfarrer Johann Schweppenhäuser am ehemaligen Pfarrhaus in Oberotterbach